# Panéthimos
Panéthimos, en grec moderne : Πανέθημος, est un village du dème de Plataniás, en Crète, en Grèce. Selon le recensement de 2011, la population de Panéthimos compte 52 habitants. Il est situé à une altitude de 260 m et à 44 km de La Canée.